# Триангел
Триангелът e музикален перкусионен инструмент от групата на металните идиофони.
Състои се от метална пръчка, извита във формата на триъгълник с отворен край. Инструментът трябва да виси свободно и да не се опира в нищо, за да може да звучи. Прикрепва се към показалеца на изпълнителя посредством корда (или метална поставка), с щипка към друг инструмент (или пулт) или на метална стойка, предназначена само за него.
Звукоизвличането става посредством тънка издължена метална палка с пластмасова или гумена дръжка. Той е от музикалните инструменти, които хората се обучават лесно.